# Movimento indígena no Brasil

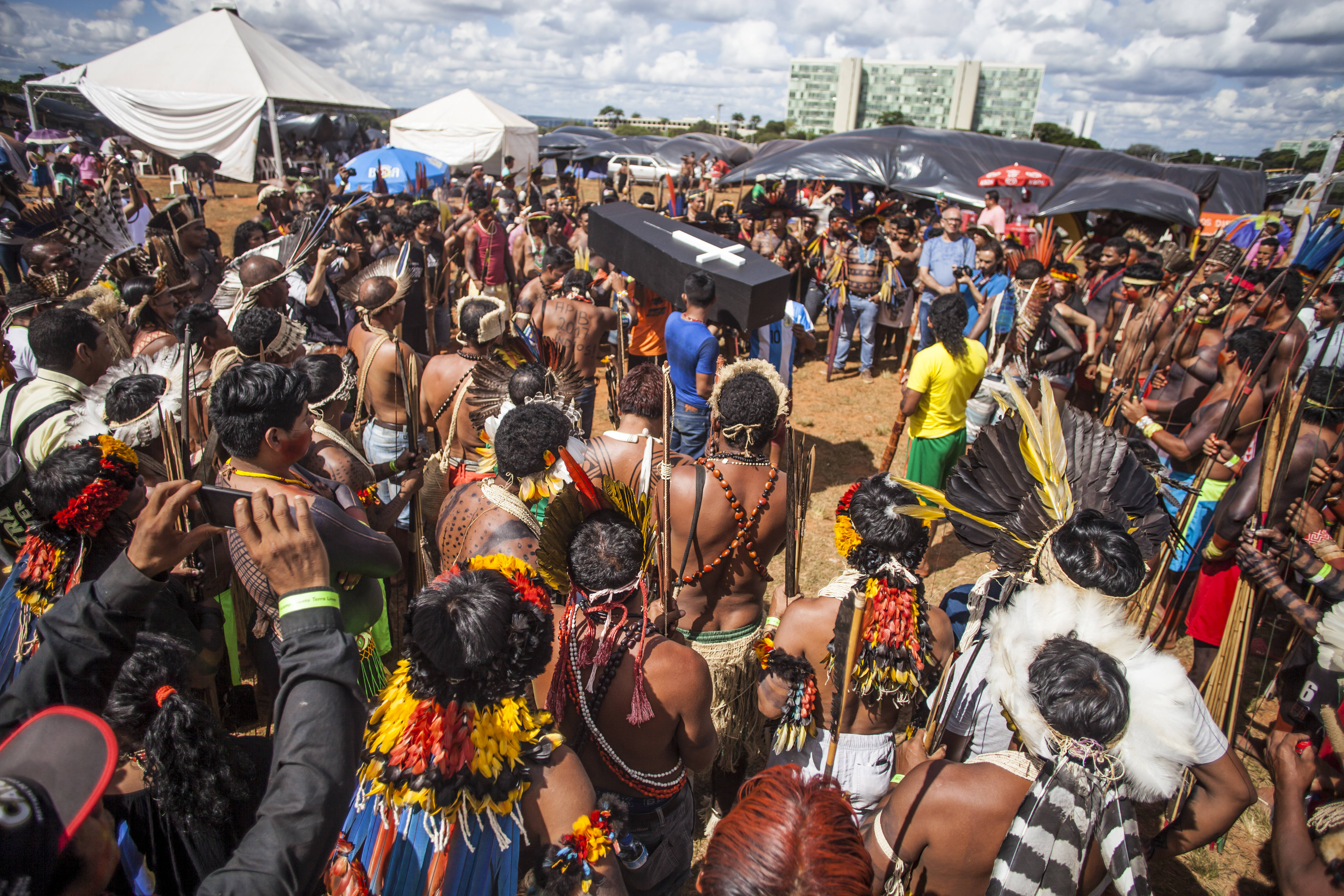
14º Acampamento Terra Livre, Brasília, abril de 2017

Movimento indígena refere-se ao conjunto de movimentos sociopolíticos protagonizado pelos indígenas do Brasil, com a colaboração de apoiadores não indígenas, destinado a estabelecer ações e estratégias para reivindicar direitos e reconhecimento historicamente espoliados e negados pelo Estado e pela civilização dominante. 
Os povos indígenas sofrem há séculos opressão, perseguição e massacres. Muitos povos e culturas foram dizimados. Despreparados para interagir com a civilização dominante em posição vantajosa, na década de 1970 começou um processo de mobilização e conscientização política com o auxílio de antropólogos, intelectuais, universidades, organizações não-governamentais e a Igreja Católica. Este processo desde então vem sendo construído com um crescente protagonismo, autonomia e empoderamento dos indígenas na definição de prioridades, na articulação do discurso e nas formas de ação a partir de suas próprias experiências, necessidades e visões de mundo, em meio a uma luta constante contra poderosas forças contrárias, experimentando fases de avanço e outras de retrocesso. 
As principais reivindicações são relativas à posse da terra, uma vez que já foi reconhecido legalmente o seu direito a elas a partir de sua condição de primeiros ocupantes, e porque a terra para eles é sagrada e elemento essencial para a preservação de seu modo de vida, sua cultura e suas tradições. A mobilização conseguiu a demarcação de uma expressiva área territorial, mas não contemplou todos os povos e a posse frequentemente é contestada e disputada, muitas vezes envolvendo invasões e outras ações violentas, sendo uma questão em perene controvérsia. A identidade étnica e cultural e o direito à diversidade vêm sendo fortalecidos, e também já foram obtidas conquistas em áreas como educação, saúde e inclusividade, mas tipicamente são insuficientes. Apesar dos avanços, os indígenas ainda permanecem em situação de vulnerabilidade, sofrem com o racismo e a discriminação, e estão sempre presentes as ameaças de aculturação, perda de tradições e saberes, violência e transmissão de doenças pelo contato com não indígenas ou missionários religiosos. Ao contrário da situação vivida no início do movimento, nas décadas recentes vem surgindo uma série de lideranças bem informadas e preparadas para conduzir um diálogo com uma sociedade que em grande medida ainda é insensível aos seus apelos.

## Contexto histórico
A história dos povos indígenas do Brasil no contexto da civilização brasileira é uma história de opressão, perseguição, degradação e genocídio. Os povos indígenas foram os primeiros ocupantes do território brasileiro, estando presentes há milhares de anos. No entanto, desde 1500, a partir da colonização portuguesa, os povos originários passaram a ser perseguidos, combatidos, escravizados, massacrados, aculturados e expulsos de suas terras. Os portugueses em geral consideravam os indígenas como seres brutos, quase animais, que deviam ou ser domesticados ou derrotados. Para os invasores, a colonização e aculturação só beneficiaria os indígenas, removendo-os da pobreza e da ignorância e corrigindo os "erros" de suas crenças. A Igreja Católica havia legislado a seu favor reconhecendo sua condição de seres humanos, mas para muitos colonizadores, eles não eram dotados de alma ou da faculdade da razão. Alguns povos aceitaram a dominação, mas muitos outros não, tornando-se então inimigos do português e sendo exterminados ou escravizados. Ao longo dos séculos o governo tentou várias vezes proibir a escravidão indígena, mas as tentativas não deram em nada, ao contrário, despertavam revoltas entre os colonos portugueses, que não queriam perder o capital que representavam e a sua força de trabalho. Em 1680 um alvará régio reconheceu o indigenato — o direito dos indígenas à posse de suas terras por serem seus donos naturais como primeiros ocupantes, um direito congênito que antecede a colonização —, mas o alvará foi praticamente ignorado e suas terras continuaram sendo tomadas à força.

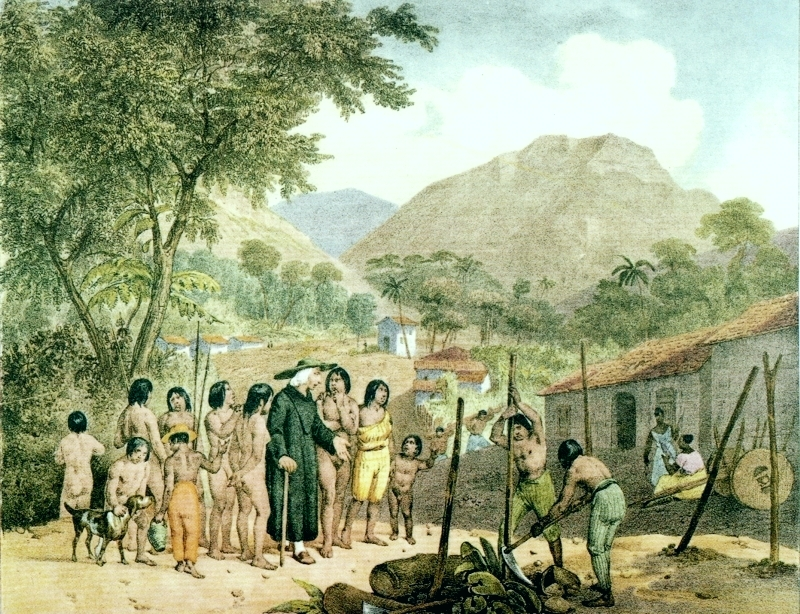
Uma redução de tapuias no século XIX, no Brasil central, em aquarela de Rugendas

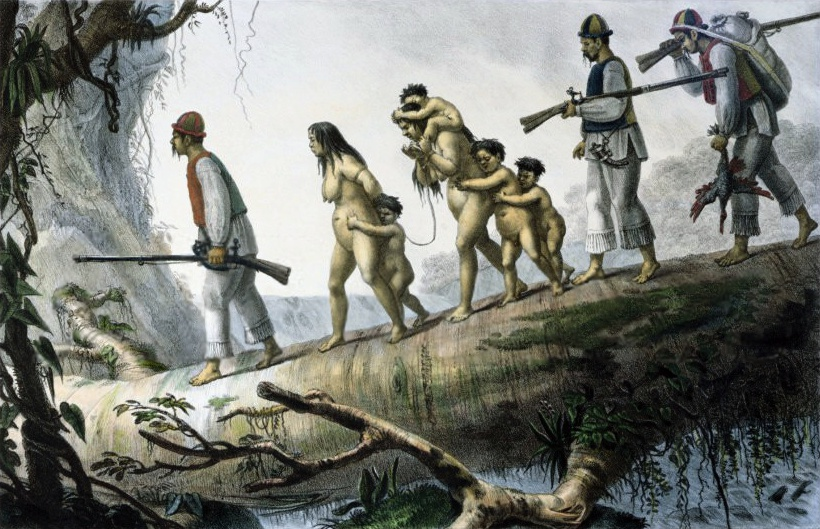
Indígenas prisioneiros escoltados por policiais paulistas, 1830

Enquanto isso, algumas ordens religiosas, especialmente os jesuítas, mais sensíveis à barbárie que ia sendo perpetrada, conseguiram reunir diversos povos em aldeamentos, as reduções, para protegê-los da violência dos colonizadores e caçadores de escravos. Embora isso tenha salvado a vida de muitos indígenas, invariavelmente significou sua transformação em tutelados, vistos como incapazes de autogoverno, provocando sua aculturação forçada ao modelo da sociedade cristã, perdendo-se o seu estilo de vida, sua cultura e suas tradições.
As reduções foram secularizadas em 1789, passando para a administração leiga. A partir de então a política oficial do Estado foi destinar aos indígenas pequenos territórios, muitas vezes longe de suas origens, onde viviam em condições precárias. No início do século XIX, embasado no conceito de "guerra justa", a Coroa confirmou o direito português à conquista das terras dos indígenas que não se submetessem à civilização e as qualificou como devolutas, ou seja, de domínio público, podendo ser entregues a quem a Coroa quisesse. Em 1850, com a promulgação da Lei de Terras, a Coroa voltou a reconhecer o indigenato, mas autorizou a qualificação como devolutas das terras de aldeias abandonadas, e as administrações provinciais sistematicamente alegavam que estavam abandonadas terras ainda ocupadas. Entre o fim do século XIX e o início do século XX desenvolveu-se na Amazônia o ciclo da borracha, que resultou num crescimento da ocupação da área por colonos brasileiros e acabou por vitimar milhares de indígenas.

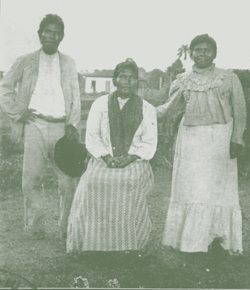
Família Kaingang aculturada em 1906

O Serviço de Proteção aos Índios (SPI) foi criado em 1910 sob a direção do Marechal Rondon, atuando principalmente na pacificação dos povos para facilitar a expansão do mercado de terras e assegurar as fronteiras nacionais, criando núcleos de atração e assimilação de povos isolados, povoações para os semi-isolados e núcleos agrícolas para os assimilados, mas sua postura paternalista e intervencionista tendia a transformar comunidades vigorosas e autônomas em comunidades pobres, dependentes e vulneráveis. Em 1916 foi aprovado o Código Civil, oficializando os indígenas na condição de tutelados pelo Estado, legalmente incapazes e necessitados de ajuda em sua "caminhada para a civilização". Embora as Constituições de 1934, 1937 e 1946 tenham trazido dispositivos reconhecendo a posse das terras pelos indígenas, a antiga situação de esbulho e exploração continuou praticamente inalterada até a década de 1960. O SPI teve uma atuação muito problemática, não conseguiu impedir novos massacres, foi progressivamente sucateado e acabou extinto em meio a um grande escândalo, sendo acusado de corrupção e de promover genocídio, escravidão e prostituição. Foi sucedido pela FUNAI em 1967, que no entanto perpetuou diversos vícios do órgão anterior e em pouco tempo foi também sucateada e desmoralizada, afastando-se rapidamente do diálogo com os povos que deveria proteger.
Nesta altura políticas estatais de desenvolvimento e integração da Amazônia acentuaram a penetração civilizatória, facilitada pela abertura de várias estradas, como a Transamazônica, a Belém-Brasília e a Perimetral Norte. Povos como os Waimiri-Atroari, Yanomami, Arara, Parakanã, Cinta Larga, Nambikwara, entre muitos outros, foram duramente atingidos. Investigações promovidas pela Comissão Nacional da Verdade revelaram que durante a ditadura ocorreram invasões, massacres, prisões, torturas, escravidão, internamentos em campos de concentração, remoções forçadas, crises de abastecimento e epidemias inoculadas propositalmente. Projetos como a construção das hidrelétricas de Itaipu e Tucuruí e a criação do maior latifúndio do mundo no norte do Mato Grosso, em terra Xavante, expulsaram centenas de comunidades e provocaram milhares de mortes. A ideologia dominante ainda via os indígenas como fadados à assimilação na sociedade brasileira, negando-lhes o direito à autodeterminação previsto na Declaração Universal dos Direitos Humanos de 1948.
Esse histórico produziu sérias consequências. Muitos povos foram extintos, e outros tantos foram expulsos, degradados e se desestruturaram, transformando-se em mão-de-obra barata no campo e na cidade, onde muitos se refugiaram. A miséria se tornou comum, a violência e a discriminação continuaram a assombrá-los, e cresciam os índices de doença, alcoolismo, suicídio, crime, prostituição, depressão e adição a drogas entre os indígenas, um resultado direto da dissolução das suas culturas e do contato com a civilização.

## Origens do movimento

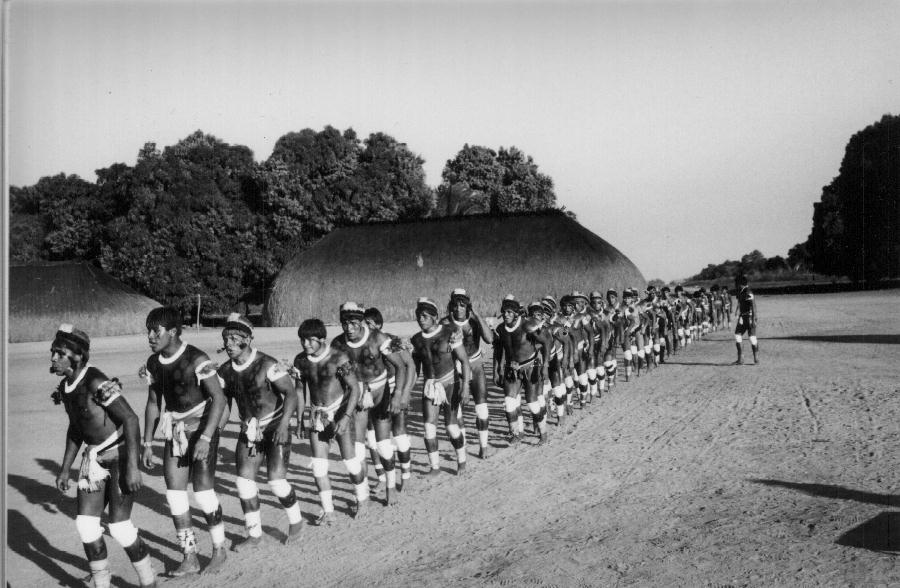
Indígenas celebrando o Kuarup no Parque do Xingu

Na década de 1960 a situação começou a mudar, embora lentamente. Em 1961 foi criado o Parque Nacional do Xingu, uma extensa área ainda selvagem onde viviam diversos povos. A base teórica da criação do parque se distinguiu da tendência até então prevalente, almejando preservar intacto o ambiente natural como fundamento indispensável da preservação das culturas originais. Durante a ditadura militar, mesmo com sua censura da imprensa e repressão dos movimentos sociais, alguns intelectuais e cientistas brasileiros e estrangeiros começaram a denunciar os massacres, as perseguições e o descaso do Estado em relação aos indígenas e cobrar providências. As denúncias deram mais visibilidade à situação calamitosa e atraíram o engajamento de outros setores da sociedade. O objetivo do governo militar era forçar a integração dos indígenas na sociedade nacional com a máxima presteza, pois eram vistos como um obstáculo ao seu programa desenvolvimentista. Em 1969 uma emenda constitucional estabeleceu as terras indígenas como patrimônio da União, afastando algumas das ameaças de esbulho mais urgentes, reconheceu o direito dos índios ao usufruto exclusivo dos recursos naturais existentes em suas terras, o seu direito de representação judicial, e declarou a nulidade dos atos que ameaçassem a posse das terras pelos índios.
O Estatuto do Índio, que entrou em vigor em 1973, representou outro avanço, reconhecendo sua identidade cultural diferenciada, assegurando o direito de permanecerem como índios e explicitando como "direito originário" (que antecede a criação do Estado) o usufruto das terras que tradicionalmente ocupam. Contudo, o Estatuto ainda mantinha os indígenas como tutelados e em seu artigo 1º declarava que seu objetivo era "integrar os índios à sociedade brasileira, assimilando-os de forma harmoniosa e progressiva". Também previa que o Estado poderia intervir nas terras em alguns casos, "por imposição da segurança nacional", "para a realização de obras públicas que interessem ao desenvolvimento nacional", ou "para exploração de riquezas do subsolo de relevante interesse para a segurança e o desenvolvimento nacional". Apesar das suas contradições, o Estatuto foi inicialmente bem recebido e estimulou a mobilização política dos indígenas, mas sua implementação desde o início desencadeou grande controvérsia e nunca avançou como deveria, e sua base foi progressivamente erodida pela aprovação posterior de muitos projetos desenvolvimentistas dentro de terras indígenas e outros que forçaram a remoção de comunidades.

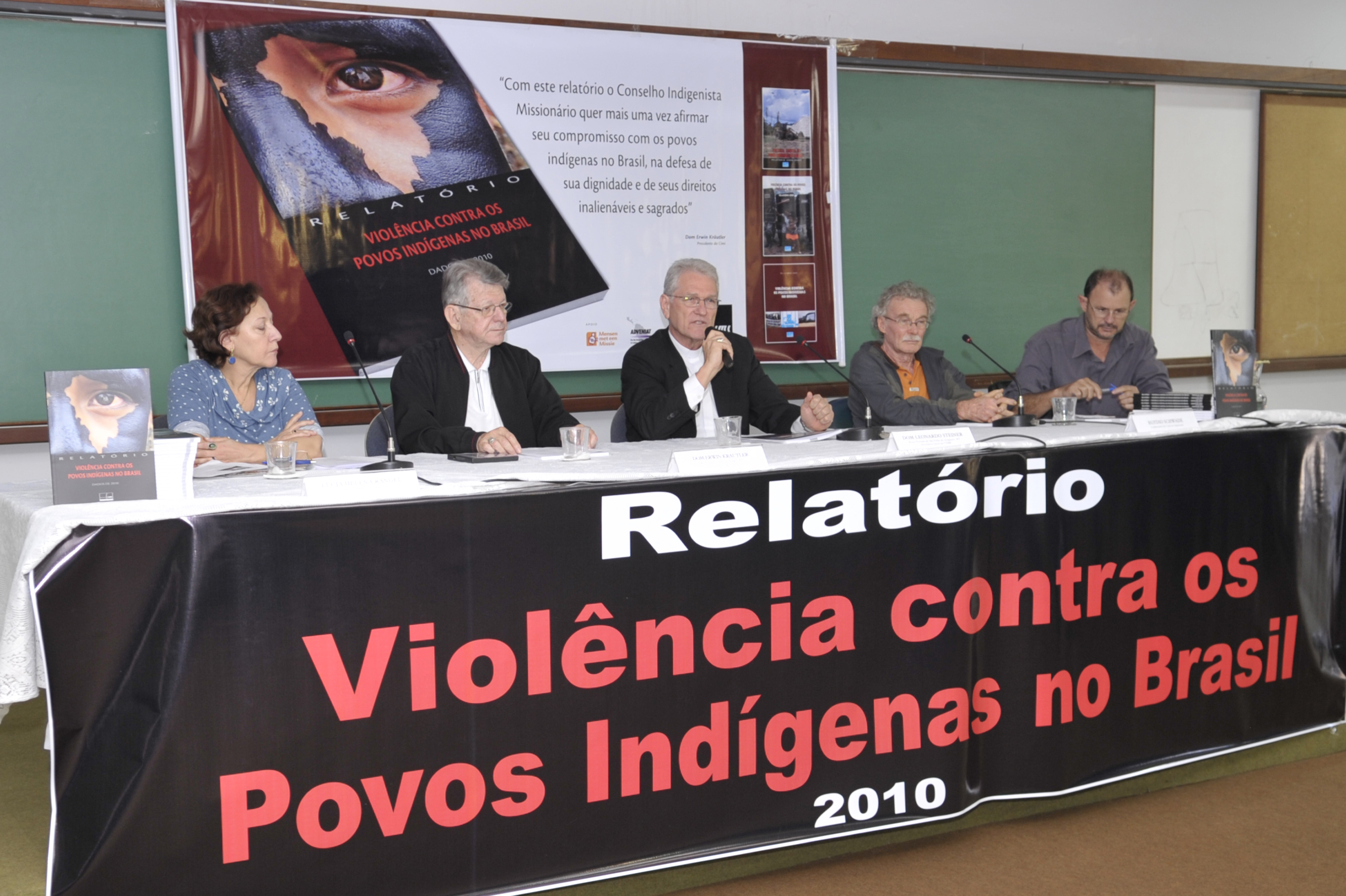
Reunião do CIMI em 2010 para apresentação do relatório Violência contra os Povos Indígenas do Brasil

Em 1972 a Conferência Nacional dos Bispos do Brasil criou o Conselho Indigenista Missionário (CIMI), que se tornou um importante aliado e um dos principais porta-vozes dos interesses indígenas. O CIMI era influenciado pela Teologia da Libertação, e desde então vem realizando uma série de pesquisas junto às comunidades e divulgando uma série de denúncias, contribuindo para atrair a atenção da opinião pública nacional e internacional, para fomentar a criação de outras entidades de apoio, para mobilizar as comunidades politicamente e para mudar a forma de pensar e tratar a questão indígena. Outras entidades, como a Associação Brasileira de Antropologia e a Ordem dos Advogados do Brasil, além de várias universidades e ONGs, também começaram a colaborar, com destaque para a Operação Amazônia Nativa, o Instituto Socioambiental, as Comissões Pró-Índio de São Paulo, Rio e Pará, a Associação Nacional de Apoio ao Índio e a Associação Nacional de Ação Indigenista. Essa articulação de forças diversas pressionou o governo, que em resposta procurou desacreditar, dissolver e perseguir todas as ações indigenistas que não passassem pela FUNAI.

## Expansão
Na década de 1970 enfim indígenas de vários pontos do país começaram a assumir o protagonismo e se organizar em assembleias, a primeira realizada em 1974 no Mato Grosso, para unificar as lutas e reivindicar seus direitos, tendo como principais pautas a garantia da posse de suas terras e o fim da violência, mas também já estava sendo reconhecida a importância de valorizar-se a identidade indígena com base na etnia e na cultura, o que adicionou um dado novo na história dos indígenas latino-americanos, que logo se tornou um dos eixos da sua articulação sociopolítica.

Mário Juruna discursando na Câmara

Em 1980 foi fundada a União das Nações Indígenas, com a finalidade de unir os povos de todo o Brasil, importante movimento de afirmação dos indígenas como sujeitos políticos dotados de voz própria, participando de conferências, congressos e seminários e de eventos promovidos pela Organização dos Estados Americanos, pela UNESCO e pela ONU, ganhando visibilidade dentro e fora do Brasil, mas teve sua atuação tolhida pelo governo, que sabotou-a de várias maneiras e tentou enquadrá-la na Lei de Segurança Nacional, e acabou se dissolvendo. Outro evento notável da década foi a eleição em 1982 de Mário Juruna como o primeiro deputado federal indígena, sendo o responsável pela criação da Comissão Permanente do Índio no Congresso Nacional, além de amplificar a visibilidade das questões em debate, sendo reconhecido internacionalmente como um proeminente porta-voz indígena. Sempre com um gravador em punho, cobrava dos políticos e burocratas as promessas não cumpridas e os expunha publicamente como mentirosos.
Na década de 1980, com o apoio do CIMI e inspiradas no modelo das comunidades eclesiais de base, as assembleias indígenas se multiplicaram, ganharam força e passaram a atrair novos colaboradores entre antropólogos, ONGs e outros interessados. Nas palavras de Kelly de Oliveira, "as assembleias se tornaram uma ilha de diálogo em meio ao mar de repressão do Estado militarizado, onde o debate sobre direitos civis era algo quase impossível de ser proposto. [...] Essas reuniões se configuraram, na verdade, em um espaço onde os indígenas tinham acesso à palavra e à troca de ideias, discutindo seus problemas, trocando experiências e construindo conjuntamente a conscientização de suas realidades". Nas assembleias se fortaleceu a questão da identidade baseada na etnia e na cultura, permitiram caracterizar um conjunto disperso de ações como um movimento, e foram o palco onde começaram a emergir lideranças renomadas regional ou nacionalmente, que passaram a atuar como intermediários entre seus povos e as instâncias governamentais e as entidades que os apoiavam. Ao mesmo tempo, permitiram a formulação de estratégias, ideologias e discursos independentes da orientação do CIMI, das ONGs e outras instâncias da cultura dominante, e estimularam o fortalecimento da identidade única de cada povo, embora como membro participante de um movimento maior pan-indígena onde as diferentes culturas encontravam pontos em comum de reivindicação e identificação. Outras organizações nativas foram se formalizado entre as décadas de 1970 e 1980, como o Conselho Indígena de Roraima, a Federação das Organizações Indígenas do Rio Negro, e sobretudo a Coordenação das Organizações Indígenas da Amazônia Brasileira, que agregou em si mais de 70 organizações.

## Mobilização na Nova República

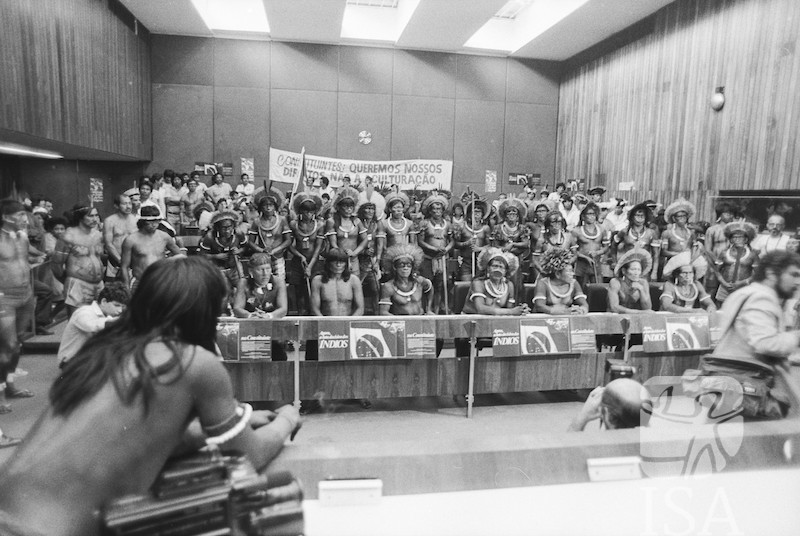
Vigília de indígenas durante a negociação do capítulo dos índios na Constituição, 1988

A jovem Tuíre Kayapó com um facão protesta contra a construção da Usina Belo Monte em Altamira, durante o 1º Encontro de Povos Indígenas do Xingu em 1989

Um grande marco nas lutas foi a inclusão de todo um capítulo dedicado aos indígenas na Constituição de 1988, onde declara-se que "todos são iguais perante a Lei, sem distinções de qualquer natureza". O texto constitucional reconheceu novamente o indigenato, admitiu o multiculturalismo e assegurou aos indígenas direitos imprescritíveis às terras, ao usufruto exclusivo dos seus recursos, à autonomia, à organização social, aos costumes, às línguas, crenças e tradições, sendo atribuída ao Estado a responsabilidade de providenciar a demarcação das suas terras, que foram declaradas bens da União inusucapíveis, inalienáveis e indisponíveis. A Constituição também proibiu a remoção dos indígenas de suas terras salvo por autorização do Congresso, e apenas em casos de catástrofe ou epidemia que ponham em risco a população, ou em casos de ameaça à soberania nacional, garantindo o retorno imediato assim que cesse o risco.
Num contexto de redemocratização do país, os debates preparatórios para o texto da Constituição desencadearam uma ampla mobilização nacional dos indígenas e seus aliados, com uma intensa negociação entre os diferentes atores do processo, enfrentando grande oposição de grupos de lobby que representavam madeireiras, agropecuaristas e mineradoras. Apesar de não alcançar todos os objetivos propostos, o movimento indígena teve na Constituição uma base de esperança e um forte amparo legal para as suas reivindicações. A Constituição estabeleceu um prazo de cinco anos para a demarcação de todas as terras indígenas. Contudo, isso não ocorreu, e desde então a questão das terras tem permanecido envolta em intensas disputas e polêmicas. Com a aprovação do novo Código Civil em 2002, os índios foram retirados de sua condição de tutelados, garantindo-lhes maior autonomia jurídica, sujeita a regulamentação especial. No entanto, esta regulamentação também não progrediu.
Outras organizações foram então aparecendo, como a Articulação dos Povos Indígenas do Nordeste, Minas Gerais e Espírito Santo; a Grande Assembleia do Povo Guarani, e o Conselho de Articulação dos Povos e Organizações Indígenas do Brasil, destinado a debater propostas para o novo Estatuto dos Povos Indígenas. Porém, com a implantação dos Distritos Sanitários Especiais Indígenas em 1999, muitas organizações assumiram compromissos que cabiam ao governo, mas elas geralmente não tinham estrutura para arcar com as responsabilidades, além de se vincularem a uma burocracia complicada e ficarem dependentes de repasses financeiros que nem sempre foram feitos. Em função dos obstáculos, algumas encerraram suas atividades.

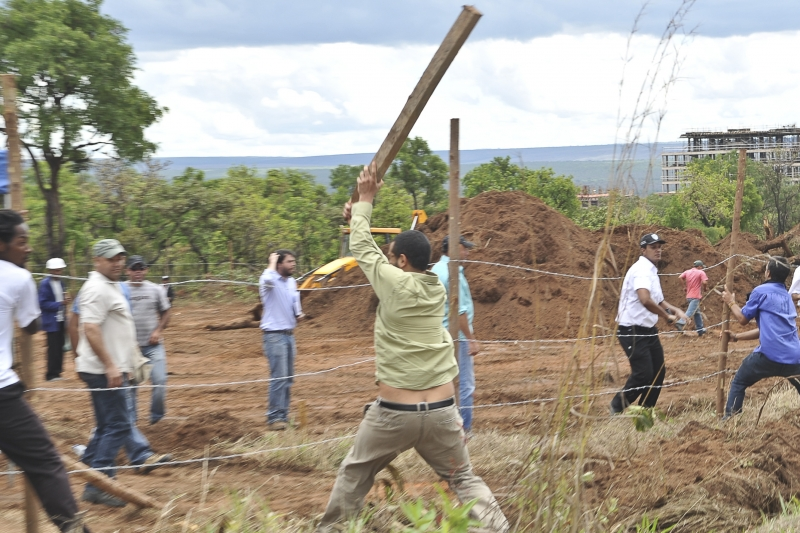
Manifestantes em conflito com a polícia sobre área indígena em Brasília, 2011

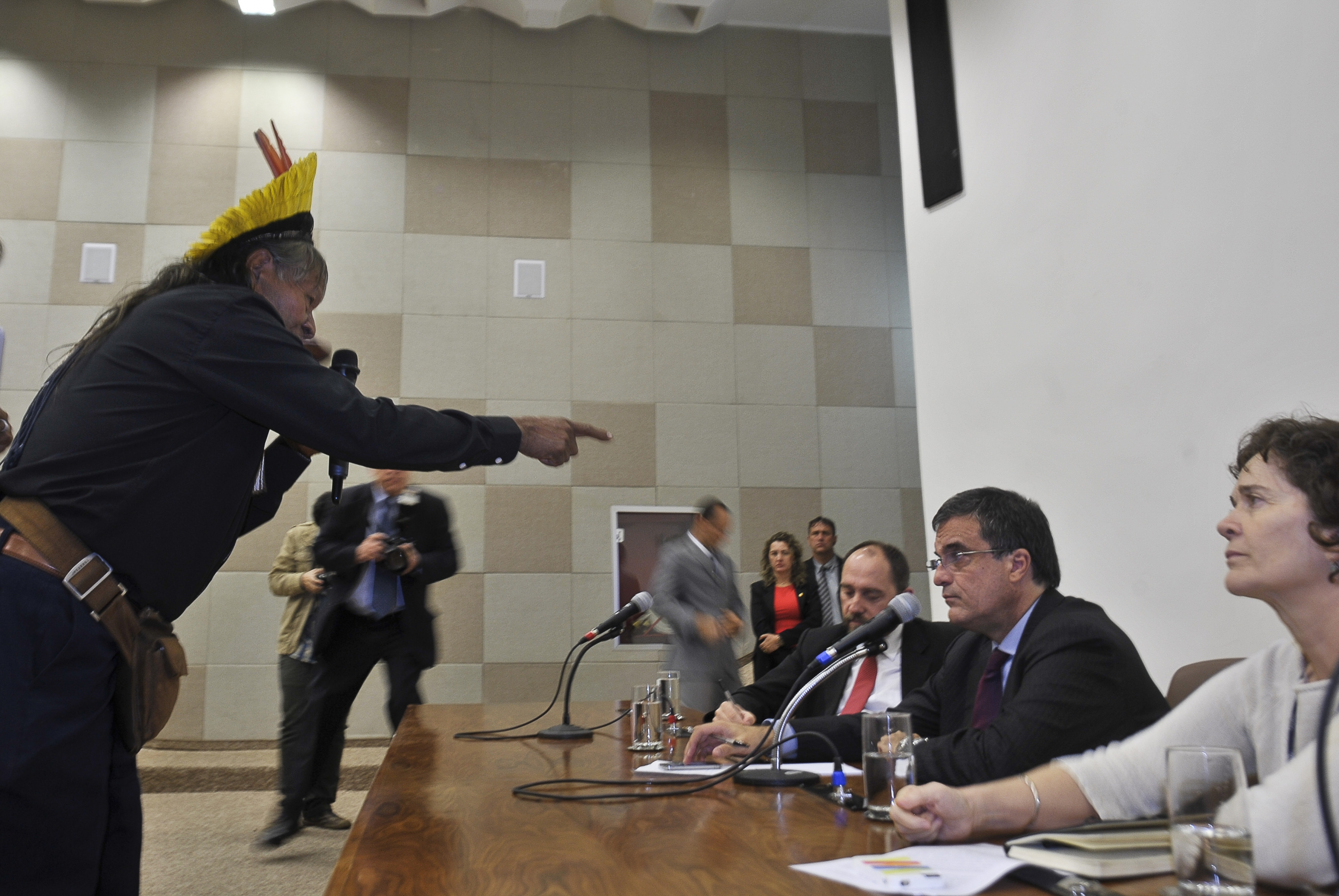
Lideranças da APIB são recebidas pelo Ministro da Justiça, José Eduardo Cardozo, e outros oficiais do governo em 16 de julho de 2012. Os indígenas protestam contra a Portaria 303, considerada uma ameaça à integridade das terras indígenas.

O ano de 2000, quando foram realizadas comemorações pelos 500 anos do descobrimento do Brasil pelos portugueses, foi marcado por várias manifestações. Uma delas foi a Marcha e Conferência Indígena, que deveria resolver importantes disputas internas a respeito das estratégias de encaminhamento das reivindicações, mas não conseguiu atender às demandas. A Marcha foi reprimida pela polícia com bombas, balas de borracha e gás lacrimogênio. Não obstante, o evento contou com a participação de mais de 3 mil indígenas de 140 povos, recebeu o apoio do CIMI, do Movimento dos Trabalhadores Rurais Sem Terra, do movimento negro e outras organizações, e a Conferência produziu um importante documento, onde declarava a posição dos povos de não aceitar mais as políticas que não os considerassem: "Apesar do peso da velha história, inscrita nas classes dominantes deste país, na sua cultura, nas suas práticas políticas e econômicas e nas suas instituições de Estado, já lançamos o nosso grito de guerra e fundamos o início de uma nova história". No mesmo ano entidades representativas de diversos movimentos sociais, articuladas no movimento Brasil: 500 Anos de Resistência Indígena, Negra e Popular, se reuniram e publicaram um manifesto repudiando a versão tradicional sobre a história da colonização e as alegações de que o resultado desses 500 anos foi uma nação homogênea, unida, justa e harmônica:
"Fazemos uma leitura da nossa história a partir de um lugar bem definido — dos que sofreram e lutaram contra a espoliação colonial e a exploração de classe, dos condenados da terra, das periferias das cidades e da história oficial. [...] Não acreditamos numa história escrita pelas classes dominantes, em que estas se colocam como protagonistas únicos e vencedores incontestáveis, tendo seus personagens guindados à posição de heróis de uma versão mistificadora e falsa do processo histórico. Pretendemos, através do nosso movimento, desmistificar a construção da mentira oficial e revelar a verdade histórica vivida pelos povos indígenas, pelos povos escravizados, pelas classes sociais e setores populares explorados e excluídos".

## Século XXI

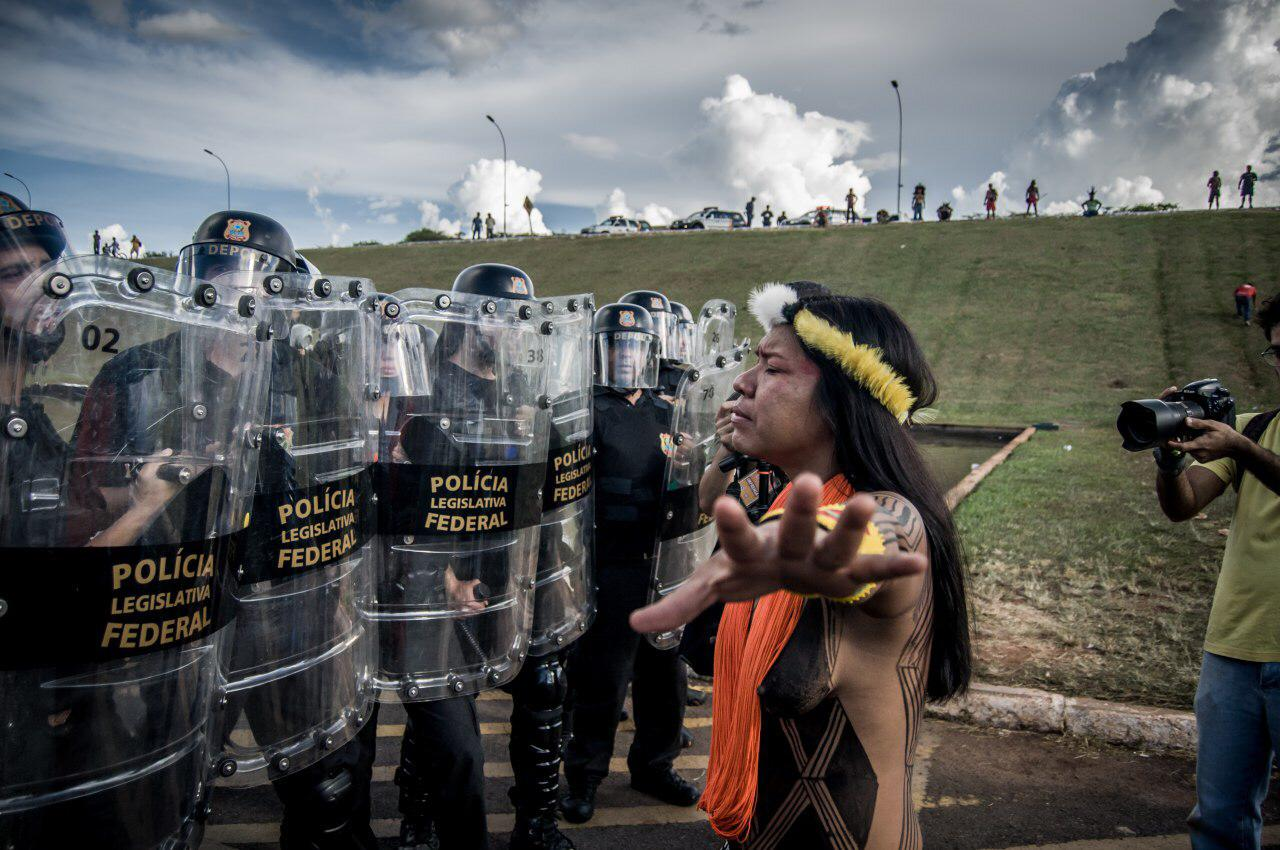
Anna Terra Yawalapiti, liderança do Xingu, pedindo o fim da repressão policial durante o Acampamento Terra Livre de 2019

Em função das crescentes ameaças e violações aos direitos já conquistados, em 2004 foi criado o Fórum em Defesa dos Direitos Indígenas, com o objetivo de defender as garantias dadas pela Constituição e pela Convenção 169 da Organização Internacional do Trabalho. No mesmo ano se materializava o primeiro Acampamento Terra Livre na Esplanada dos Ministérios em Brasília, realizado desde então todos os anos reunindo centenas de lideranças. No Acampamento de 2005, que contou com a participação de mais de 800 lideranças, foi decidida a criação da Articulação dos Povos Indígenas do Brasil (APIB). Fundada em 2005 e consolidada em 2006, a APIB congregou as principais organizações regionais do país, colaborou nos trabalhos da Cúpula dos Povos, possui uma Comissão Nacional Permanente e organiza o Fórum Nacional de Lideranças Indígenas. Em 2006, devido a uma grande pressão, o governo criou a Comissão Nacional de Política Indigenista, subordinada à FUNAI, com o fim de "auxiliar na articulação intersetorial do governo e proporcionar uma maior participação e controle social indígena sobre as ações governamentais". Em 2008, a Lei n.º 11.696 instituiu o Dia Nacional de Luta dos Povos Indígenas no Brasil.
A demarcação de terras avançou significativamente no século XXI, mas ainda é uma das questões mais polêmicas. Para os indígenas, as reivindicações pela posse da terra se justificam porque a terra e sua natureza, mais do que serem uma garantia de sobrevivência física, são um dos fundamentos da sua cultura e cosmovisão e têm um valor sagrado. Ali florescem plantas usadas em rituais, repousam os despojos e a memória de seus ancestrais, são o espaço de manifestação de divindades, seres mitológicos e espíritos protetores, são um santuário vivo e uma arca de valores simbólicos e religiosos, e um elo de ligação com o mundo espiritual. Segundo o antropólogo Elias Januário, "os povos indígenas, em sua maioria, possuem um rico acervo de concepções cosmológicas (principalmente de origem da vida) que estão diretamente relacionadas com os elementos da natureza como plantas, animais, rios, lagos, pedreiras, entre outros, que fazem com que eles se sintam parte integrante da natureza". Para Suluene Guajajara, "a mata é sagrada, a água é sagrada. Nossos Encantados (seres espirituais) querem a água limpa. Eles não gostam de poluição, de zoadas. Mas os empreendimentos próximos, no entorno das terras indígenas, afastam esses seres". Para Nara Baré, "nós, os povos indígenas e as florestas, somos todos interligados. A nossa espiritualidade está dentro do nosso território. Nós somos isso, o corpo, que podemos ver; mas somos também uma parte espiritual — somos as águas, os animais, a floresta, o ar, os igarapés. Somos um único corpo".

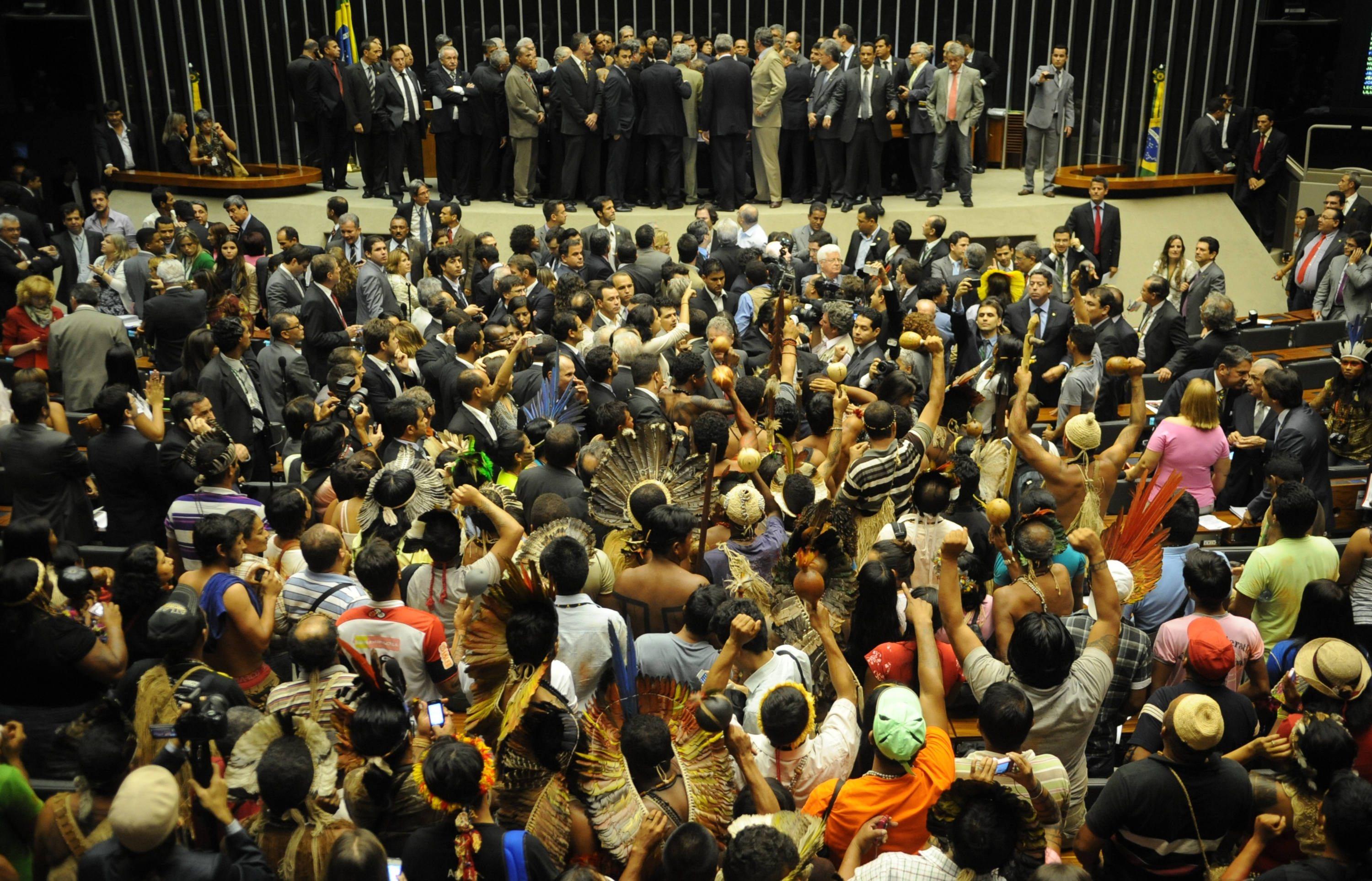
Invasão do Plenário da Câmara por indígenas em 2013 protestando contra a PEC 215, que pretendia transferir ao Congresso Nacional o poder de demarcar as terras indígenas

Em 2020 havia 120 novas áreas em processo de identificação, num total de 1 084 049 hectares; 43 identificadas (2 179 316 ha); 74 declaradas (7 305 639 ha) e 486 homologadas (106 858 319 ha). No total, 723 áreas estavam em processo de avaliação ou já consolidadas legalmente, com uma área total de 117 427 323 ha. A posse das terras frequentemente é contestada judicialmente por outros interessados, e uma grande série de projetos e leis vem sendo aprovada pelo Congresso enfraquecendo a legislação protetora e permitindo exploração, alegando-se o relevante interesse da União, e muitas vezes sem consulta prévia às comunidades, como manda a lei. Em particular a partir da reforma do Código Florestal em 2013, a bancada ruralista voltou suas ações contra os direitos  territoriais indígenas. Em 2013 havia mais de uma centena de proposições legislativas contrárias aos direitos dos povos em tramitação no Congresso. Muitas reservas sofrem grilagem, queimadas e desmatamento ilegal. Segundo a procuradora-regional da República em São Paulo Maria Luiza Grabner, as irregularidades são muitas, e "essa é uma das maiores queixas dos povos indígenas. Os empreendimentos estão acontecendo, os projetos de lei estão sendo aprovados sem que exista uma real consulta". Na apreciação da antropóloga Manuela Carneiro da Cunha, "o governo rifa os direitos indígenas", pondo em andamento "uma ofensiva sem precedentes no Congresso contra os índios. [...] Voltamos também ao expediente dos séculos XVI e XVII: afirma-se o princípio, mas abrem-se exceções que o tornam inócuo". Sob a pressão de setores empresariais como as mineradoras, empreiteiras, madeireiras e o agronegócio, e com apoio das bancadas ruralista e evangélica, há um forte movimento contra a demarcação e a desintrusão (retirada de invasores) das áreas indígenas. Cansados de esperar providências dos governos, nos últimos vinte anos muitos povos têm adotado a estratégia da retomada das suas terras por conta própria, o que geralmente leva a conflitos violentos.

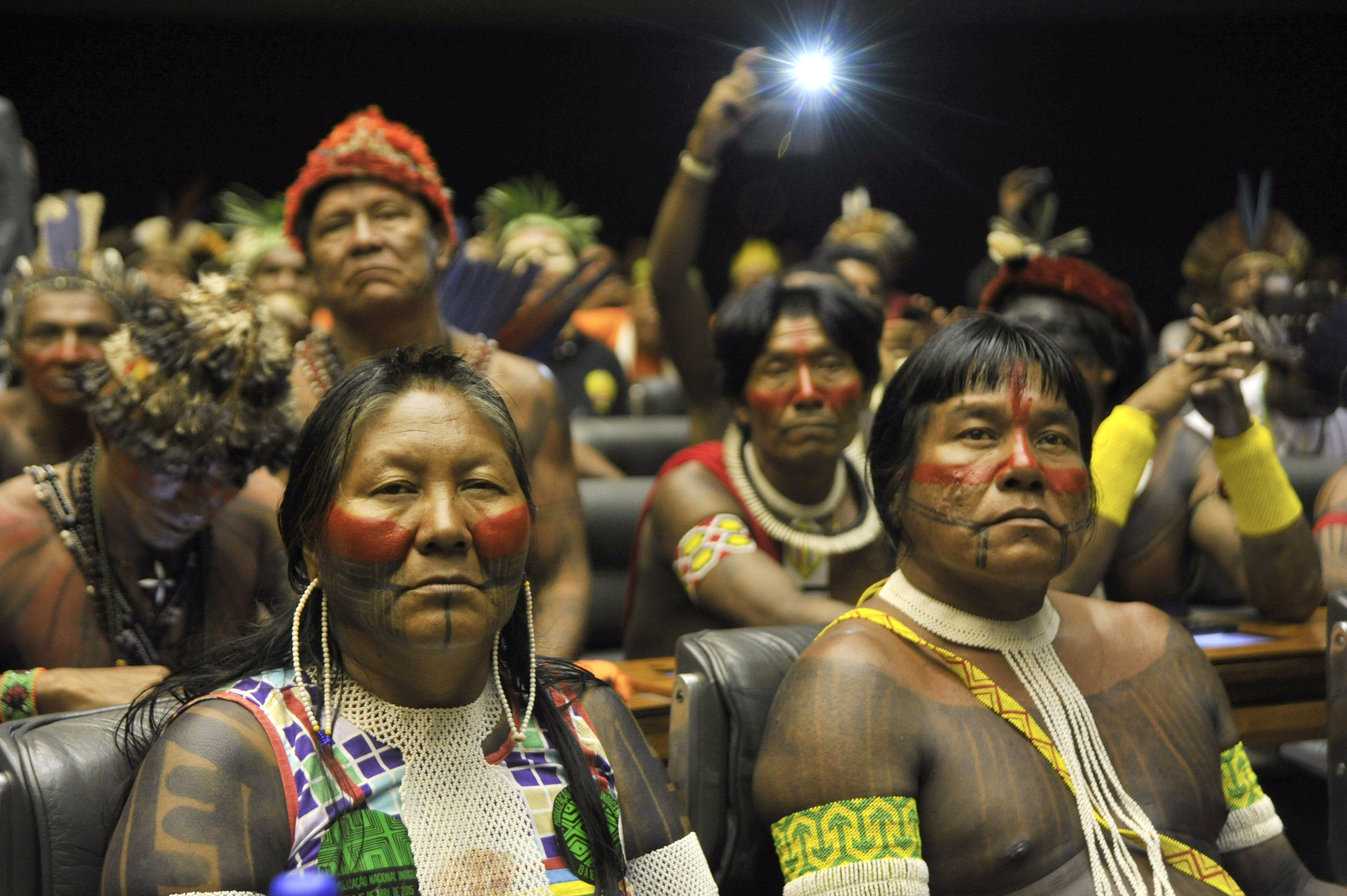
Indígenas no Plenário da Câmara dos Deputados durante sessão solene em homenagem ao Dia do Índio, abrindo o Acampamento Terra Livre de 2015

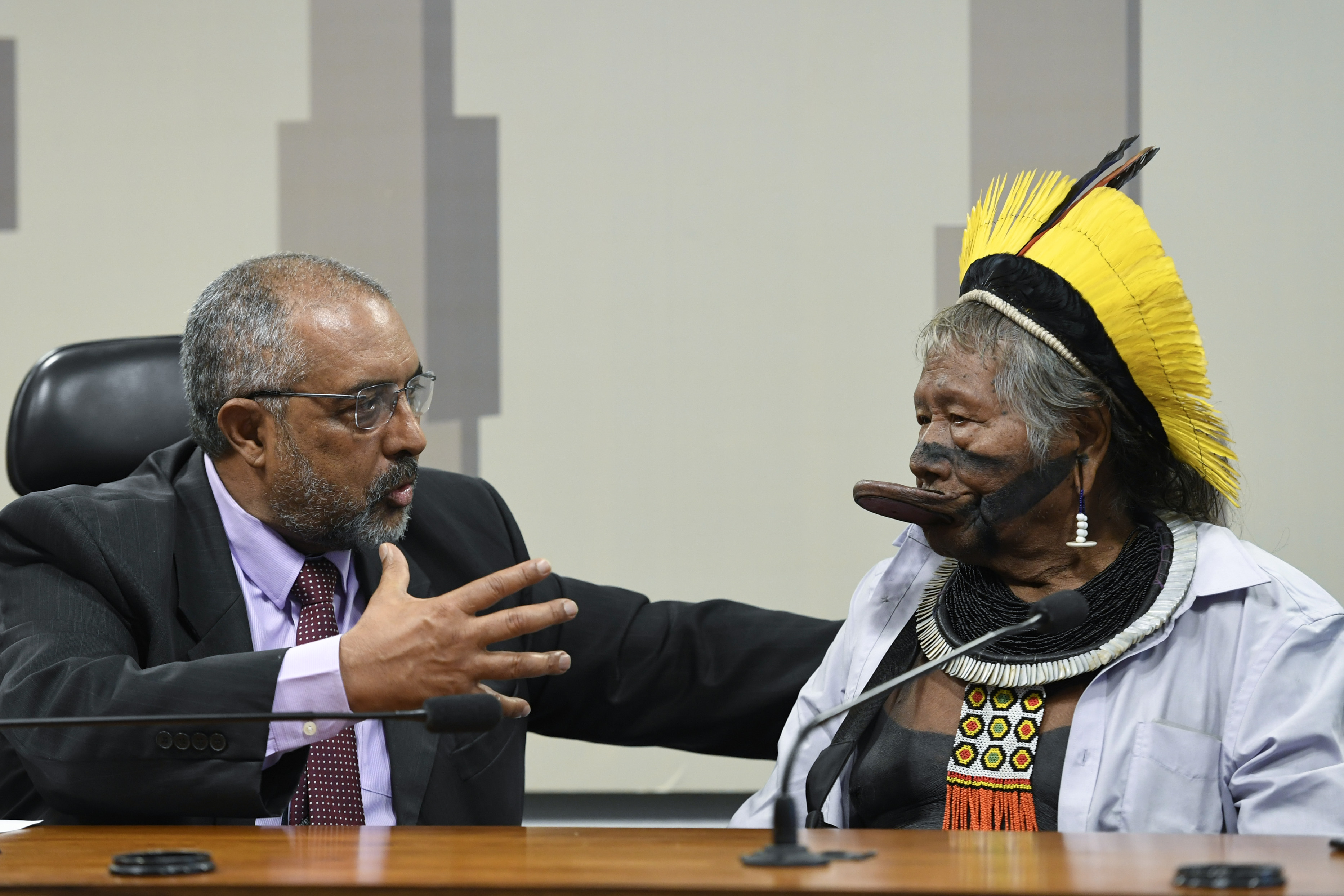
Senador Paulo Paim, presidente da Comissão de Direitos Humanos e Legislação Participativa, recebe o cacique Raoni, uma da mais destacadas lideranças indígenas do Brasil, que entregou uma lista de reivindicações, 2019

Se nos governos Dilma e Temer a situação dos indígenas sofreu importantes retrocessos, no governo Bolsonaro os ataques aos povos originários e seus direitos adquiriram uma intensidade inédita na história recente do país, gerando uma grande onda de protestos no Brasil e no exterior. Segundo Fiona Watson, diretora de pesquisas da organização Survival International, "continuamos recebendo dezenas de relatórios de todo o Brasil sobre o que parece ser uma guerra aberta contra as comunidades indígenas". Sydney Possuelo, ex-diretor da FUNAI e defensor dos direitos indígenas, disse que "a situação dos povos indígenas do Brasil nunca foi boa. Mas, durante 42 anos de trabalho na Amazônia, este é o momento mais perigoso que já vi". De acordo com o CIMI, em 2018 a violência contra os índios continuava crescendo, com 110 assassinatos, além de 847 casos de omissão e morosidade na regularização de terras; 20 casos de conflito relativo a direitos territoriais; 96 casos de invasões de terra, exploração ilegal de recursos naturais e danos diversos ao patrimônio, e 59 casos de roubo de madeira e minérios, caça e pesca ilegais, contaminação do solo e água por agrotóxicos, e incêndios, dentre outras ações criminosas. O relatório do CIMI de 2019 registrou 277 casos de violência contra indígenas, sendo que 113 resultaram em morte. Em 2019 houve 825 casos de invasão de terras. Em novembro de 2019 o Coletivo de Advocacia em Direitos Humanos e a Comissão Arns apresentaram denúncia ao Tribunal Penal Internacional acusando Jair Bolsonaro de crimes contra a humanidade e incitação ao genocídio contra os povos indígenas do Brasil. Em julho de 2020 a Articulação dos Povos Indígenas do Brasil apresentou denúncia ao Supremo Tribunal Federal argumentando que está em curso um genocídio. Em 2021 a alta-comissária da ONU para os Direitos Humanos, Michelle Bachelet, se reuniu com lideranças indígenas, ouviu suas reivindicações e expressou preocupação com os fatos apresentados. O representante da ONU Direitos Humanos na América do Sul, Jan Jarab, disse que "o escritório regional seguirá monitorando a situação e interagindo com as autoridades brasileiras a respeito dos direitos humanos dos povos indígenas". A FUNAI, embora tenha produzido resultados notáveis, contando com muitos técnicos genuinamente comprometidos com os interesses dos indígenas, historicamente vem sofrendo repetidas crises de sucateamento, enfraquecimento e desvirtuação dos seus objetivos, especialmente em anos recentes.
Além dos problemas já elencados, os indígenas ainda enfrentam barreiras de outra natureza na luta pelos seus direitos, na forma de racismo e discriminação racial, segregação e negação de direitos humanos inerentes à pessoa, a despeito das provisões constitucionais e da criminalização dessas atitudes. Especialmente nos centros urbanos, muitas vezes o indígena ainda é visto como um ser inferior, preguiçoso, alcoólatra, e é chamado por apelidos pejorativos. Livros didáticos e campanhas midiáticas perpetuam estereótipos negativos, negando-lhes o direito à identidade, à cultura, à memória, à autonomia e à inclusão.
Outra ameaça é a intensa presença de missionários religiosos nas aldeias, muitas vezes violando a legislação e impondo ao indígena uma ideologia que demoniza suas crenças originais e pretende modificar todo o universo das suas culturas, gerando tensões, distúrbios sociais e mesmo disseminação de diversas doenças. A agressiva campanha missionária de algumas denominações evangélicas tem sido a fonte dos piores problemas, ocorrendo denúncias de violações de direitos humanos, genocídio, escravidão, servidão, exploração sexual e monopolização do acesso à saúde e à educação.

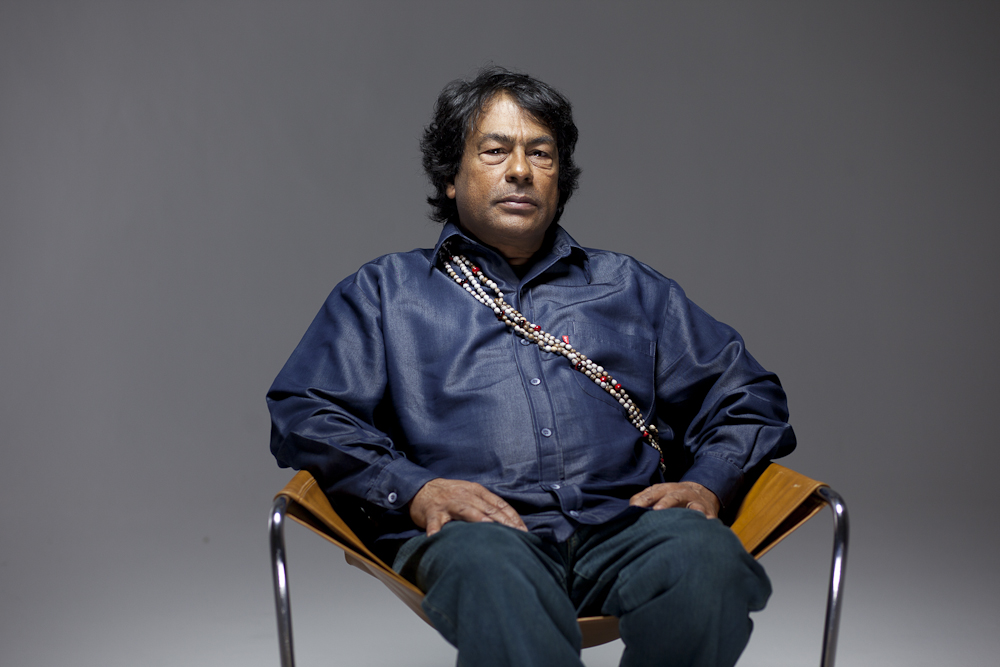
O líder e intelectual Ailton Krenak foge do estereótipo tradicional do indígena mas reivindica o direito a uma identidade plural e dinâmica.

Por outro lado, tem emergido um debate sobre o que é "ser indígena". O senso comum ocidental costuma identificar os indígenas como integrantes de culturas silvícolas e como indivíduos seminus cobertos de pinturas corporais e adereços plumários. Contudo, o contato com a civilização dominante levou muitos a absorver elementos culturais e hábitos ocidentais — roupas, língua, moradia em casas, uso de aparelhos eletrônicos, ingresso em universidades, etc. O que entra em jogo aqui é a questão de até que ponto um indígena permanece identificado como indígena num contexto de ampla e rápida transformação sociocultural. Muitas vezes essa incorporação de ocidentalismos por indígenas é usada como justificativa para desqualificar sua condição de indígena e até mesmo para negar o direito à terra e o acesso a bens e benefícios. A conceituação de "indígena" ainda está muito dependente de um estereótipo que tem implicações racistas e remete ao passado, e desconsidera o fato de que as culturas originais, embora mantenham um caráter tradicionalista, nunca foram estáticas — elas evoluíram. Este estereótipo foi impresso massivamente nas comunidades por força da opressão colonialista, e tentativas de emancipação desses preconceitos têm sido um fenômeno recente. Muitos indígenas, com base em sua ancestralidade e numa percepção dinâmica de cultura, já começam a reivindicar o direito à diversidade como parte do direito à autodeterminação, o direito de não serem segregados ou discriminados seja qual for o caminho que resolvam seguir, e de permanecerem sendo "indígenas" mesmo que sua cultura e aparência se transformem. Estes argumentos são uma das bases dos movimentos de reivindicação identitária dos povos emergentes, mas não só deles.
A mobilização alcançou ainda avanços na criação de políticas públicas em educação, cultura e saúde, mas essas políticas têm se revelado insuficientes para o atendimento das necessidades dos povos originários. Novas reivindicações vêm sendo acrescentadas ao debate, entre elas assistência aos indígenas urbanizados, combate à poluição; acesso a tecnologias digitais para melhorar a comunicação à distância; apoio ao turismo de base comunitária, ao artesanato e à produção agrícola tradicional; e o reconhecimento de que a preservação das terras indígenas é uma valiosa aliada no combate ao desmatamento, à perda da biodiversidade e ao aquecimento global.

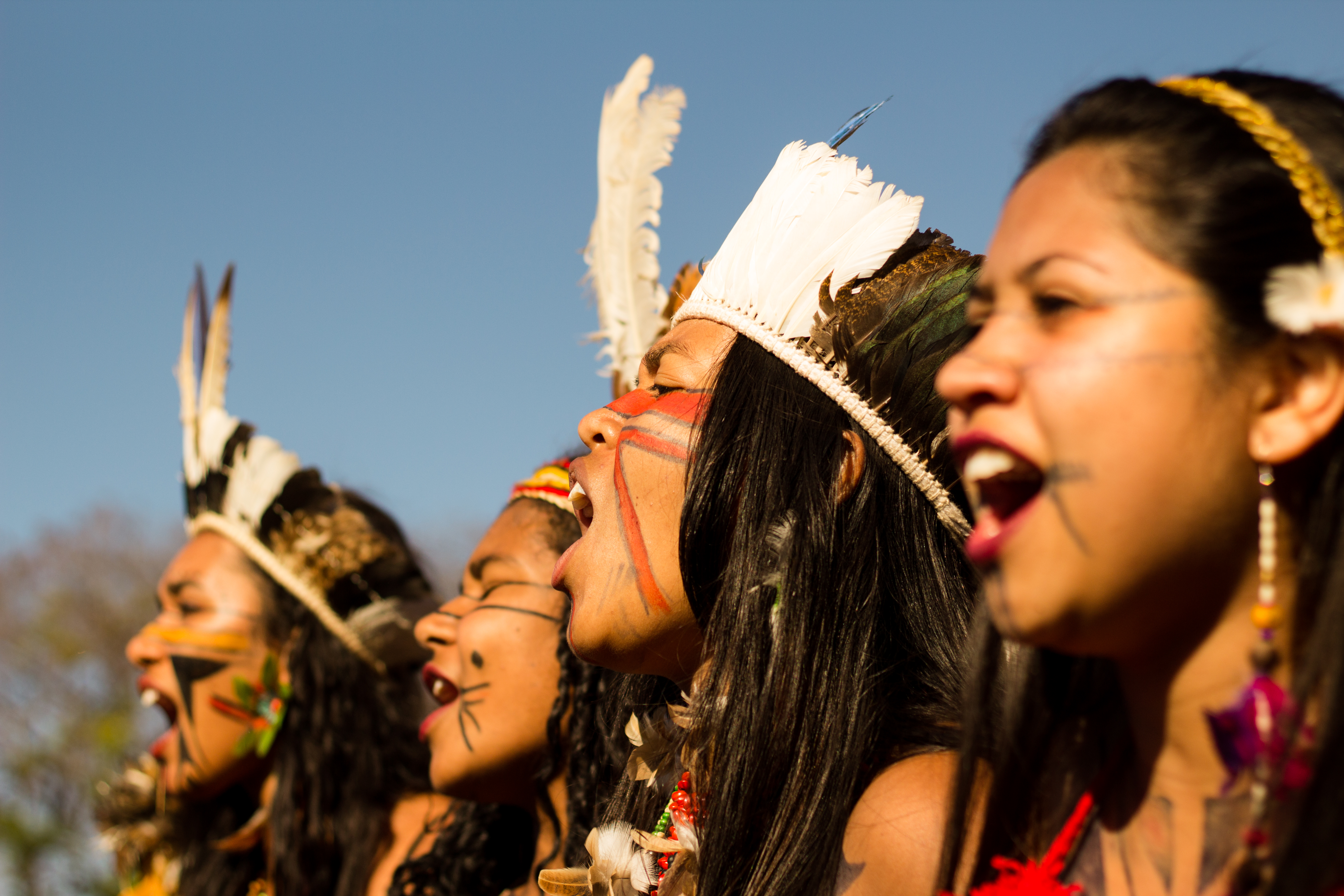
Manifestantes na Marcha das Mulheres Indígenas de 2019

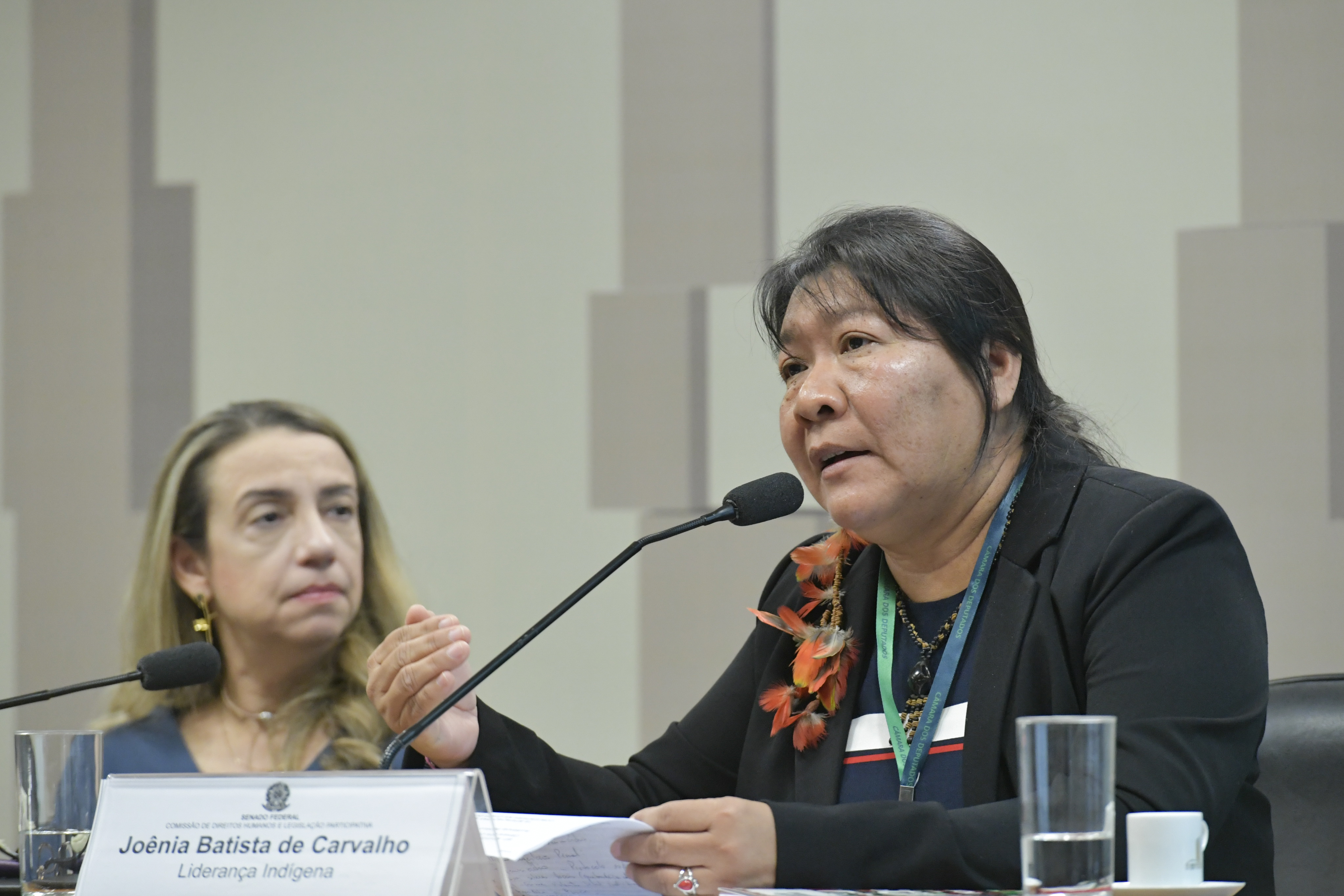
Joênia Wapixana (direita) em pronunciamento na Comissão de Direitos Humanos e Legislação Participativa

A educação tem sido reconhecida como um importante instrumento de conscientização e empoderamento, e também de preparo de futuras lideranças para o enfrentamento das lutas numa sociedade adversa. Neste sentido, já são muitos os professores indígenas nas escolas de aldeia, e muitos têm buscado uma formação universitária. Segundo o líder Daniel Munduruku, a opção pela universidade foi uma das estratégias mais inteligentes dos indígenas, possibilitando a formação de "uma espécie de resistência também intelectual". Outros atuam como escritores, linguistas, documentaristas, músicos, artistas, cineastas, historiadores, advogados, jornalistas e pesquisadores, trabalhando em áreas diversificadas com o propósito de divulgar, fortalecer e preservar saberes, culturas e línguas. Para o cacique Lindomar Terena, essa nova geração é "nossa esperança, a garantia futura dos direitos dos indígenas do Brasil".
As mulheres têm assumido um crescente papel de protagonismo dentro do movimento a partir da década de 2010. Em 2018 Joênia Wapixana foi a primeira mulher indígena a ser eleita deputada federal, Sônia Guajajara foi candidata a vice-presidente, em 2019 foi organizada a primeira Marcha das Mulheres Indígenas, no mesmo ano cerca de 500 mulheres participaram do Acampamento Terra Livre, e em 2020 o Instituto Socioambiental identificou 85 organizações de mulheres indígenas e sete organizações indígenas que possuem departamentos femininos, estando presentes em 21 estados do país. Em 1º de janeiro de 2023 Sônia Guajajara assumiu a titularidade do Ministério dos Povos Indígenas recém criado. O presidente Lula destacou que a criação é "um ato inovador tanto no sentido de criar espaço específico para pensar políticas públicas para os povos indígenas como no reconhecimento da importância da existência desses povos". Para Brighenti & Arisi, "sabemos que não é apenas com sua existência [do ministério] que todos os problemas serão solucionados. São décadas de problemas e de demandas reprimidas que certamente o ministério não terá condições de atender rapidamente, podendo gerar frustrações. [...] As contradições e disputas sociais terão continuidade e, para isso, o movimento indígena articulado e fortalecido é tão ou mais importante que o ministério".

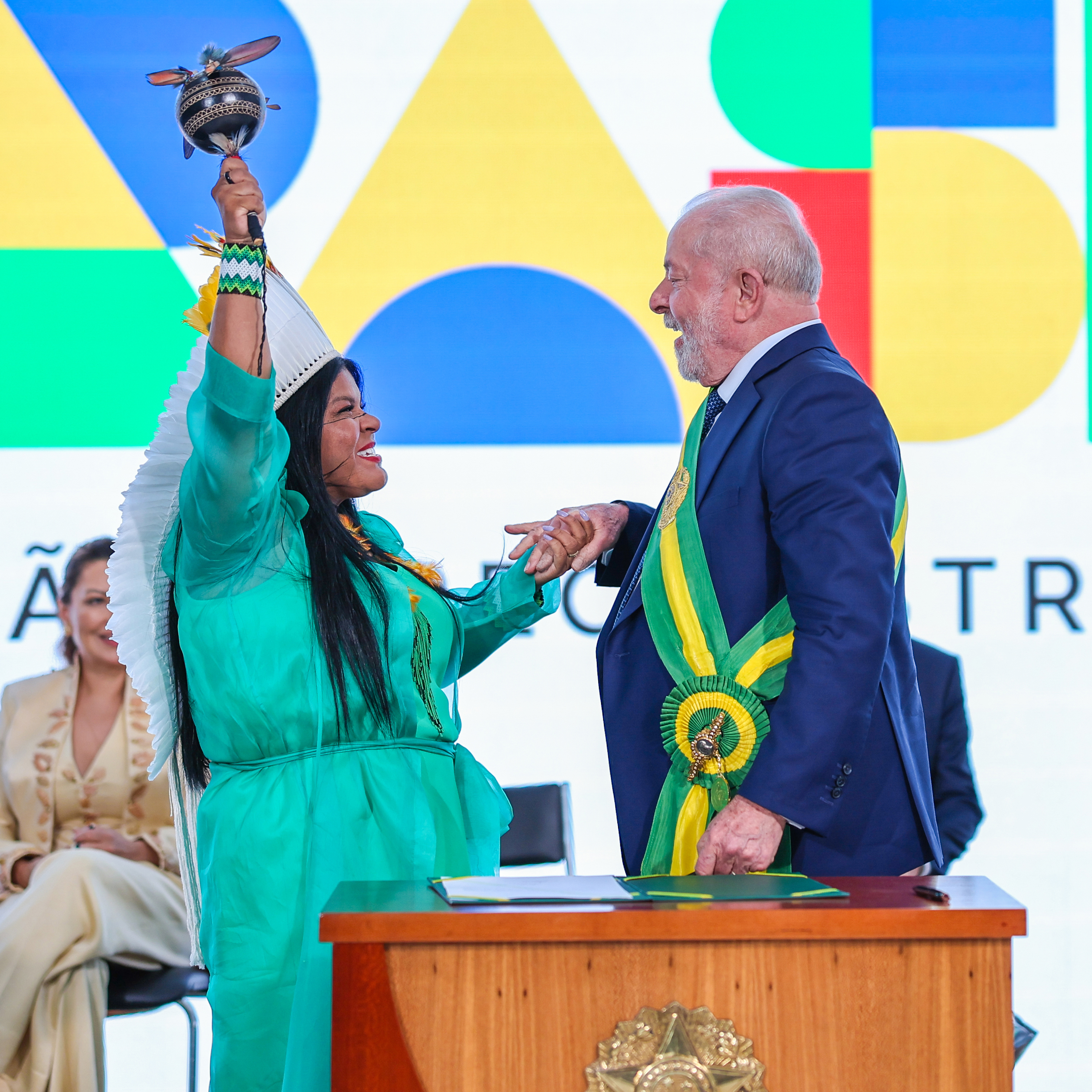
Posse de Sônia Guajajara no Ministério dos Povos Indígenas

Apesar do muito que já foi conquistado e do elevado nível de articulação demonstrado, o movimento indígena no Brasil ainda tem um longo caminho à frente antes conseguir o reconhecimento definitivo da dignidade e dos direitos dos povos nativos. Também ainda falta muito para conseguir uma articulação sólida entre as diferentes entidades e etnias, um preparo adequado para lutar em meio a uma sociedade que é tão diferente da sua, e para obter representação política a fim de abarcar a diversidade étnica existente e potencializar os interesses das bases. Nas palavras de Almires Machado, 
"A trajetória do movimento indígena brasileiro é orientada por uma luta de gigantes, forças desiguais, adversas, desafios, ousadia, vicissitudes e singularidades, e somente a tenacidade e a resiliência foram capazes de alimentar essa resistência, na tentativa de viabilizar alternativas ao modo como as políticas em relação ao índio eram praticadas, de terra arrasada, genocídio, em razão das decisões estarem concentradas nas mãos de uma classe dominante, sabidamente contrária ao interesse indígena. [...] Os povos indígenas continuam com sua marcha rumo a conquistas e implementação de direitos; mesmo que a intolerância se intensifique, não será diferente dos velhos tempos, contudo novas armas estão sendo manuseadas e muito mais potentes no seu alcance do que o velho arcabuz ou o arco e a flecha. Que o digam as mídias sociais".